# Bero (Trucuk)
Bero is een bestuurslaag in het regentschap Klaten van de provincie Midden-Java, Indonesië. Bero telt 4006 inwoners (volkstelling 2010).